# Жанатурмиський сільський округ (Турара Рискулова район)
Жанатурми́ський сільський округ (каз. Жаңатұрмыс ауылдық округі, рос. Жанатурмысский сельский округ) — адміністративна одиниця у складі району Турара Рискулова Жамбильської області Казахстану. Адміністративний центр та єдиний населений пункт — село Жанатурмис.
Населення — 2415 осіб (2021; 2446 у 2009, 2310 у 1999, 2588 у 1989).
Станом на 1989 рік існувала Жанатурмиська сільська рада (село Жанатурмис). 1997 року Жанатурмиська сільська адміністрація була ліквідована та приєднана до складу Каракистацького сільського округу, однак 2001 року округ був відновлений.